# فخر رازی
ابوعبدالله محمد بن عمر بن حسین بن حسن تَیْمیِّ بَکْریِّ طبرستانی رازی (۶۰۶–۵۴۴ ق)، فقیه، متکلم، فیلسوف، مفسر، حکیم، پزشک، شاعر و ستاره شناس مسلمان ایرانی در سال ۵۴۴ قمری از خانواده‌ای اهل طبرستان در ری زاده شد و در سال ۶۰۶ قمری در هرات درگذشت.
وی معروف به ابن الخطیب و ملقب به فخرالدین است و به امام رازی یا امام فخر رازی نیز شهرت دارد. او بر علوم عقلی و علوم نقلی، تاریخ، کلام، فقه، اصول و علوم ادبی عصر خود تسلط کامل داشت. کتاب‌هایش در دوران زندگی او بسیار مورد پذیرش قرار گرفت و به عنوان کتب درسی از آن‌ها استفاده می‌شد. بسیاری از اندیشمندان، فخر رازی را نخستین کسی می‌دانند که فلسفه و کلام را به هم آمیخته و از این نظر، الگوی بسیاری از متکلمان پس از خود شده است.پدرش ضیاءالدین عمر بن حسین طبرستانی، خود از بزرگان علم و عرفان بود که از هوسم به ری مهاجرت کرده بود.
رازی معاصر و همدرس شیخ اشراق بود. هر دوی آنها در مراغه نزد مجدالدین جیلی درس می‌خواندند و به همین علت هر دو در پاره‌ای از نظریات انتقادی بر بعضی از مباحث منطقی مشابهاتی دارند که این نظریات ملهم از استادشان بوده است. او با نقد فلسفه ابن‌سینا و ارائه دیدگاه‌های نوآورانه در موضوعاتی مانند تمایز ماهیت و وجود، اصول فیزیک و مبانی اخلاق، تأثیر عمیقی بر تفکر اسلامی گذاشت. فخرالدین رازی به دلیل درخشش فکری و تسلط بر موضوعات مختلف، یکی از تأثیرگذارترین اندیشمندان تاریخ اسلام به‌شمار می‌رود.

## زندگی
فخر رازی فرزند یک واعظ بود. پدر فخر رازی، ضیاءالدین عمر، از علمای برجسته زمان خود بود و نقش مهمی در تعلیم ابتدایی او ایفا کرد. او مبانی علوم دینی، قرآن، حدیث، و فقه را از پدرش آموخت. پس از آن، برای تکمیل تحصیلات به مراکز علمی دیگر رفت و نزد استادان برجسته‌ای مانند کمال‌الدین سامانی و مجدالدین جیلی شاگردی کرد. او به کشورهای مختلفی در منطقه‌ای که شامل شمال غربی ایران امروزی و ترکستان می‌شود، سفر کرد و در نهایت در هرات (واقع در افغانستان امروزی) ساکن شد. او در هر جایی که می‌رفت، با علمای مشهور به مباحثه می‌پرداخت و از سوی حاکمان محلی مورد حمایت و مشورت قرار می‌گرفت.
برجسته‌ترین دورهٔ زندگی فخر رازی در شهر هرات بوده و در مجمع درسی‌اش بیشتر از دو هزار دانشمند شرکت می‌کردند و حتی در هنگام سواری نیز بیش از سیصد نفر از فقیهان و شاگردانش برای بهره‌بردن از دانشش او را همراهی می‌کردند. وی در اصول و کلام مذهب اشعری و در فروع و فقه مذهب شافعی اِشراف داشت. برای فراگیری علم و تدریس و تقریر خطابه‌های علمی به شهرهای بزرگ و مراکز علمی از جمله خوارزم سفر کرد. در آنجا با معتزله به بحث و مجادله افتاد و سرانجام از آنجا اخراج شد. بعداً به فرارود و شهرهای بخارا، سمرقند، خجند و چندین شهر دیگر سفر و با فقها و علما مناظراتی کرد و بر همه فائق آمد و هیچ‌کس را یارای بحث و مناظره با او نبود. گاهی هم در مباحثه تند می‌شد و بدگویی می‌کرد. او سخنرانی چیره‌زبان و مورد احترام فوق‌العادهٔ پادشاهان و حکام زمان خود بود. رازی ثروت زیادی داشت و در علوم فقه، تفسیر، کلام، فلسفه، طب و ریاضیات متبحر بود و در تمام این زمینه‌ها تألیفاتی دارد که شهرت و اهمیت زیادی پیدا کرده‌اند و در سراسر ممالک اسلامی مورد بحث و تحقیق قرار می‌گیرند. فخر رازی، در اواخر زندگی‌اش در هرات ساکن بود. در آن زمان، هرات نیز در تصرف محمد خوارزمشاه بود. وی نخستین کسی بود که از شیوهٔ «سَبْر» و «تقسیم» در کتاب‌هایش استفاده کرد؛ به این معنی که هر مسئله‌ای را با موشکافی کم‌نظیری می‌شکافت، آن را به کوچک‌ترین اجزای سازندهٔ آن تجزیه می‌کرد و از همهٔ زوایا و وجوه با آن برخورد می‌کرد. امام فخر رازی پس از ازدواج صاحب سه پسر و دو دختر شد که نام پسران خود را محمد، ضیاالدین و شمس‌الدین گذاشت.

## سفرها
فخر رازی برای گسترش دانش خود به شهرهای مختلف سفر کرد. او به خراسان، ماوراءالنهر، هرات، و غزنه رفت و در این شهرها با دانشمندان و متفکران مختلف بحث و گفتگو کرد. سفرهای او نه تنها به عمق دانش او افزود، بلکه باعث شد که اندیشه‌هایش در جهان اسلام گسترش یابد.
از جمله سفرهای مهم او، سفری به خوارزم بود که در آن‌جا با طرفداران عقاید معتزله سخت درگیر شد، و قدرت گروهی از داعیه‌داران مقیم خوارزم را به خطر افکند. پس از پیروزی فخر رازی، زمینهٔ تحریک عوام فراهم آمد و احتمال برپایی فتنه و آشوب مردم، حکام خوارزم را به وحشت افکند. ناگزیر از حمایتش دست برداشتند و از خوارزم اخراجش کردند.
پس از آن راه فرارود در پیش گرفت. در شهرهای سمرقند و بخارا، خجند و بناکت، با عالمان و فقیهان سرشناس به مباحثه و مناظره پرداخت. از جمله با رضی‌الدین نیشابوری، رکن‌الدین قزوینی و شرف‌الدین مسعودی در مجالس عمومی به جدل و مناظره نشست و بر همگان چیره شد.
در سال ۵۸۲ قمری اختر شناسان سمرقندی و طرفداران احکام نجوم، پیش‌بینی کرده بودند که در این سال در برج میزان طوفانی از باد رخ می‌نماید که شهر را زیر و زبر می‌کند. فخر رازی با شرف‌الدین مسعودی در مورد بطلان حکم منجمان به مباحثه نشست و سرانجام بر وی پیروز شد و بر سخن منجمان و به‌طور کلی به احکام نجومی خط بطلان کشید. صاحب مجمل فصیحی این حادثه را چنین توصیف کرده است:
«در این سال اجتماع اختران هفتگانه در ماه رجب ۵۸۲ در برج میزان واقع شد و مدت‌ها در افواه افتاده بود که «طوفان باد» خواهد شد. طوفانی که سی گز یا بیست گز، از خاک زمین برگیرد و از ابتدای قران تا یک ماه بادی نجنبید که برگ درختی حرکت یابد یا شعلهٔ چراغی فرونشاند، و در این واقعه شاعران به جد و هزل چیزی گفته‌اند.

### عصر فخر رازی: بحران‌های سیاسی و دینی
فخر رازی در دوران حکومت سلجوقیان می‌زیست. این دوره، زمانی بود که جهان اسلام از نظر علمی، فرهنگی، و سیاسی در اوج تحولات بود. از یک سو، شکوفایی علمی و گسترش فلسفه و علوم عقلی ادامه داشت و از سوی دیگر، نزاع‌های کلامی و فکری میان گروه‌های مختلف، مانند اشاعره، معتزله، و فیلسوفان، به نقطه اوج خود رسیده بود. در این زمان، مدارس نظامیه که توسط وزیر برجسته سلجوقی، نظام‌الملک، بنیان نهاده شده بودند، نقش مهمی در گسترش علوم دینی و کلامی داشتند. فخر رازی نیز به‌عنوان یکی از برجسته‌ترین دانشمندان اشعری، در این مدارس حضور یافت و بعدها به‌عنوان استاد و متفکر مطرح شد.
از سوی دیگر او در عصری پر از آشفتگی‌های سیاسی و مذهبی زندگی می‌کرد. امپراتوری خلفای بغداد در حال فروپاشی بود و حاکمان محلی متعدد عملاً مستقل شده بودند. وحدت مذهبی نیز مدت‌ها پیش از بین رفته بود: علاوه بر تقسیم اسلام به دو گروه اصلی، یعنی اهل سنت و شیعه، فرقه‌های کوچک بی‌شماری به وجود آمده بودند که اغلب از حمایت حاکمان محلی برخوردار بودند. تصوف (عرفان اسلامی) نیز در حال گسترش بود.

## شخصیت اجتماعی
فخر رازی خطیبی زبان‌آور بود و مردم خراسان برای شنیدن سخنانش شوق و رغبت بسیار داشتند. او مورد احترام فوق العادهٔ شاهان و امیران و وزیران روزگار خود قرار داشت و از ثروت و اعتبار فراوان برخوردار شد. در جدل و مناظره سخت نیرومند بود و کسی را یارای مباحثه با او نبود. در علوم زمان خود مانند: فقه، تفسیر، کلام، فلسفه، طب و ریاضیات متبحر بود و در تمام این زمینه‌ها تألیفات مرغوب دارد.
تألیفات وی نیز مانند خودش شهرت و اهمیت فراوان یافت و در سراسر ممالک اسلامی آن روزگار مورد بحث و تدریس قرار گرفت. فخر رازی ذهنی آزاد و مستقل داشت و می‌کوشید که تحت تأثیر هیچ مکتبی قرار نگیرد. هم بر نهج البلاغه علی بن ابیطالب و هم بر دیوان سقط الزند ابوالعلاء معری شرح نوشت. با این همه در کلام پیرو مذهب اشعری و در فقه پیرو امام شافعی بود.
فخر رازی فردی با استعدادهای چندگانه و شخصیتی رنگارنگ بود که توسط برخی از مسلمانان به عنوان یک «نوآور بزرگ دین» شناخته می‌شد. استعداد او در تحلیل گاهی به او اجازه می‌داد وارد بحث‌های طولانی و پیچیده شود، اما او این کاستی‌ها را با دانش وسیع خود جبران می‌کرد که اکثر رشته‌ها را حتی علوم را در نوشته‌های دینی‌اش گنجانده بود. در قرون بعد از مرگش، فیلسوفان و متکلمان مسلمان اغلب برای راهنمایی به آثار او مراجعه می‌کردند.
فخر رازی تنها یک واعظ متقاعدکننده نبود بلکه استاد مناظره نیز بود. توانایی‌اش در رد استدلال‌های دیگران، همراه با پرخاشگری، اعتماد به نفس، زودرنجی و عصبانیت، دشمنان زیادی برای او به وجود آورد. موفقیت دنیوی او باعث حسادت دیگران شد. علاوه بر این، در مواقعی می‌توانست خصومت شدید از خود نشان داد. برای مثال با تلاش او، برادر بزرگترش که آشکارا از موفقیت او ناراضی بود، توسط خوارزمشاه، زندانی و در زندان مرد. و در نمونهٔ دیگری واعظ مشهوری که با او دعوا کرده بود نیز به دستور سلطنتی غرق شد. گفته شده است که مرگ فخر رازی به‌طور طبیعی نبوده بلکه توسط کرامیه (یک فرقه انسان‌گرا در اسلام) مسموم شده است.

## شخصیت علمی
در میان آثار وی می‌توان هم شاهد کتب فلسفی و هم شاهد کتب کلامی بود. حتی می‌توان گفت که برخی آثار وی همچون شرح اشارات و شرح عیون الحکمه کتاب‌هایی کاملاً فلسفی‌اند. وی کتاب عیون الحکمه را در اواخر عمر خود نگاشته است. فخر رازی در بیشتر اصول مسلم فلسفی شک کرده و بر فلاسفه متقدم ایراداتی وارد آورده است و حکیمانی چون خواجه نصیرالدین طوسی، قطب‌الدین رازی، میرداماد و ملاصدرا مدت‌ها سرگرم جواب دادن به شبهات او بوده‌اند. به سبب همین قدرت در تشکیک است که وی را امام المشککین لقب داده‌اند. همچنین به ابن خطیب ملقب گشته است.
از آنجا که وی روحیه‌ای نقاد و تحلیل‌گر داشت، اندیشهٔ فلاسفه را نقد می‌کرد و مورد شک و شبهه قرار می‌داد و از این جهت به امام المشکّکین مشهور است. سهم عمدهٔ فخر رازی در پیشبرد الاهیات فلسفی است. به زبان ساده، وی تلاش می‌کند تا با پیش زمینه‌ای کلامی، به عنوان یک فیلسوف اثری حکمی و فلسفی را تدوین کند. او تلاش کرده تا الاهیات فلسفی را گسترش دهد. یکی از کارهای مهم وی در واقع ایجاد هماهنگی میان تقسیم‌بندی‌های سه‌گانهٔ منطقی، الهی و طبیعی میان فلسفه و کلام است. در واقع فخر رازی می‌کوشید که از یک سو دست به تطبیق میان عناوین مسائل میان فلسفه و کلام زند و از سوی دیگر منطق را در ساختار آموزش‌های علم کلام وارد کند.
افکار فخر رازی از میان آثارش باید با دقت استنتاج و بررسی شود، زیرا گاهی اندیشه‌هایی را که برخلاف رویه جاری زمانه یا مخالف دیدگاه‌های دیگر اشعریان هم عصرش بوده است، با ظرافت ارائه کرده باشد. مانند موضع‌اش دربارهٔ «خلق افعال» که معادل امروزی آن بحث اختیار است؛ فخر در رسالات کوتاه یا آموزشی تنها به بیان دیدگاه ابوالحسن اشعری بسنده کرده است اما در کتاب‌های مهم و مفصل، مانند تفسیر کبیر، نظر اصلی خود را ارائه کرده است که با نظر دیگر اشاعره یا عقاید عمومی تفاوت دارد.

### منطق فخر رازی
فخر رازی از چند جهت در منطق اهمیت دارد:
1. کتب منطقی‌ای همچون منطق الملخص، الانارات فی شرح الاشارات، شرح عیون الحکمة را به نگارش درآورده که سبب توجه منطق‌دانان بعدی مانند کاتبی، خونجی، ارموی، محقق طوسی و قطب رازی به سمت او شده است.
2. او در نقد آراء منطقی به فلسفه و مبانی قواعد منطقی کشانده می‌شود.
3. وی در ارائه مطالب منطقی روشمند دارد و نیز بسیار می‌کوشد تا نقدهایش را منطقی جلوه دهد.[۱۹]

## القاب

### امام المشککین
همان‌طور که اشاره شد این لقب به دلیل رویکرد نقادانه و بررسی‌های موشکافانه‌ای که فخر رازی در مواجهه با آرای متفکران گذشته داشت، به او داده شده است. او با طرح پرسش‌های جدی و گاه سختگیرانه، سعی در واکاوی مفاهیم و اصول فکری آنان داشت. هرچند برخی این رویکرد را تلاش برای مخالفت‌ورزی یا شهرت‌طلبی می‌دانند، بسیاری دیگر آن را نشان‌دهنده عمق اندیشه و تلاش او برای دست یافتن به حقیقت می‌پندارند.

### الشیخ الامام
این لقب به‌عنوان یک عنوان احترام‌آمیز برای فخر رازی استفاده می‌شد که به معنای «استاد بزرگ» یا «امام» است. این عنوان نشان‌دهنده مقام علمی بالای او در حوزه‌های مختلف دینی و کلامی بود.
از القاب دیگر وی؛ ابن خطیب، المفسر، الفارسی، الرازی و… اشاره کرد که هر کدام معنا دهنده بخشی از ویژگی‌های شخصیتی فخر رازی‌ست.

## روش‌شناسی انتقادی فخر رازی
می‌توان روش منتقدانه و عالمانه فخر رازی را در سه مرحله خلاصه کرد:
- مرحله اول: تأمل و تشکیک

در این مرحله، فخر رازی آراء گذشتگان را با دیدی نقادانه و شک‌آمیز بررسی می‌کند. او تأکید دارد که «روش ما تأمل در آراء پیشینیان است»، به این معنا که او برخلاف سنت رایج، نظریات قدما را مطلق و غیرقابل‌چالش نمی‌دانست. به نظر او، این آراء نباید به‌عنوان حقایقی مسلم و غیرقابل‌انکار پذیرفته شوند. فخر رازی با این رویکرد نقادانه، راهی نوین و علمی را پیش می‌گیرد که بر پایه شک علمی و بت‌شکنی استوار است. او پایان تقلید کورکورانه از آراء گذشتگان و آغاز مواجهه‌ای منتقدانه با این اندیشه‌ها را مطرح می‌کند. این نگرش در روزگار او که نظریات گذشتگان تا حد تقدس مورد احترام بود، تحولی شگرف به‌شمار می‌رفت. چنین برخوردی نه‌تنها نشانه ذهنی جستجوگر و بزرگ است، بلکه از آغاز یک تحول علمی و فکری حکایت دارد.
- مرحله دوم: تنظیم و تشخیص

در این مرحله، فخر رازی تلاش می‌کند تا آراء درست پیشینیان را از دیدگاه‌های نادرستشان جدا کند. او با گردآوری و مرتب‌سازی مطالب پراکنده قدما، به تأویل آراء مبهم و تلخیص نظرات مفصل آنها می‌پردازد. هدف او از این کار، یافتن و تشخیص حقیقت در میان دیدگاه‌های مختلف است.
فخر رازی تأکید دارد که آراء گذشتگان حقیقت مطلق یا غیرقابل‌چالش نیستند و ممکن است خطاهایی داشته باشند. او معتقد است که وظیفه دانشمند، شک‌ورزی و بررسی این آراء برای جدا کردن درست از نادرست است.
- مرحله سوم: نوآوری

پس از تأمل و تشکیک (مرحله اول) و تنظیم و تشخیص (مرحله دوم)، فخر رازی به افزودن اصول و ایده‌های تازه به آراء گذشتگان می‌پردازد. او مدعی است که این اصول نوین، حقایقی هستند که دانشمندان پیشین از آنها بی‌اطلاع بوده‌اند و خداوند او را در کشف و بیان آنها یاری کرده است.
در نهایت؛
اینکه آراء نوین فخر رازی دقیقاً چه بوده و آیا می‌توان از آنها نظام فلسفی جدیدی بنا کرد، نیازمند تحقیق و بررسی بیشتری است. اما بدون شک، نوآوری او در شک‌ورزی، سنت‌ستیزی، و طرح پرسش‌های فلسفی، نقش مهمی در تحولات فکری داشته است. اگرچه برخی از متفکران گذشته او را به طرح شبهات بدون ارائه پاسخ مشخص متهم کرده‌اند، بسیاری از اندیشمندان امروزی این رویکرد او را مثبت و نشانه ذهن پرسشگر و پیشرو می‌دانند. به این ترتیب، پرسشگری فلسفی و شک علمی که بنیان کار فخر رازی است، ارزش خود را در تحولات فکری حفظ کرده و همچنان الهام‌بخش است.

## اشعار
از فخر رازی همچون اکثر متفکران و دانشمندان ایرانی اشعار اندکی به زبان‌های فارسی و عربی بر جای مانده است. سروده‌های فارسی او بسیار کم و بیشتر در قالب رباعی است. این رباعی‌ها با اشعار کسانی چون ابوسعید ابوالخیر، عمر خیام، ابن سینا و بابا افضل کاشانی به گونه ای در هم آمیخته است.

## منطق و معرفت‌شناسی
فخرالدین رازی در تحلیل معرفت‌شناسی خود به سنت کلامی «دانش ضروری» و «دانش اکتسابی» پرداخت. دانش ضروری، مانند دیدن رنگ قرمز یک سیب، بدون اراده ما رخ می‌دهد، اما او دانش اکتسابی را رد کرد و معتقد بود که تمام مفاهیم و باورها مستقیماً از سوی خداوند به انسان داده می‌شوند.
او در منطق نیز نوآوری‌های مهمی داشت، از جمله تمایز میان ضرورت زمانی و علیتی و همچنین دو خوانش برای موضوعات گزاره‌ها: «خارجی» که به اشیای واقعی اشاره دارد، و «حقیقی» که به ویژگی‌های بالقوه اشیا مرتبط است. این دیدگاه‌ها، همراه با اصلاحات او در منطق ابن سینا، به تحولات عمیق در تاریخ منطق عربی انجامید. فخرالدین همچنین بر این باور بود که ادراک ما از انسان‌ها یا اشیا بیشتر مبتنی بر تجربه مستقیم است تا تعریف‌های استدلالی.

## فیزیک و متافیزیک

### فیزیک
فخرالدین رازی در آثار فلسفی‌اش، به مسائل مشابهی پرداخته که ابن‌سینا و ارسطو نیز بررسی کرده‌اند؛ این مسائل شامل جسم، حرکت، زمان، مکان و خلاء است. اما در آثار خود، مفاهیم کلامی (دینی) را نیز وارد کرده و گاهی آن‌ها را بر اصول فلسفی ترجیح داده است. به‌ویژه، او در مقابل نظریه پیوستگی (continuism) ابن‌سینا، از نظریه ذره‌گرایی (atomism) که در مکتب‌های معتزلی و اشعری مشترک است، دفاع کرده است. در فیزیک کلامی، تمایز اصلی بین «جوهر» (ذره یا بخش‌های غیرقابل تقسیم) و «اعراض» (خصوصیات تصادفی که به این ذرات تعلق دارند) است. فخرالدین در آثار کلامی‌اش به دفاع از ذره‌گرایی پرداخته است و آن را در مقابل پیوستگی حمایت کرده، چرا که اگر پیوستگی درست بود، هر جسمی تعداد بی‌نهایت بخش‌ها خواهد داشت. از طرف دیگر، اگر ذره‌گرایی را بپذیریم، می‌توانیم مکان‌های تماس بین اجسام را به‌عنوان نقاط غیرقابل تقسیم در نظر بگیریم.

#### خلاء و امکان آن
فخرالدین رازی در رد نظریه‌های ارسطو و ابن‌سینا که خلاء را غیرممکن می‌دانند، از امکان خلاء دفاع کرده است. به عقیده او، خلاء جایی است که هیچ‌گونه جسمی در آن وجود ندارد و می‌تواند به‌طور مستقل از بدن‌ها وجود داشته باشد. او نظریه ارسطو را رد می‌کند که می‌گوید حرکت در خلاء باید به‌طور نامتناهی سریع باشد، چرا که در واقع سرعت حرکت در خلاء محدود است.

#### مفهوم مکان و زمان
وی در مورد مکان و زمان نظریه‌های خاصی دارد. او معتقد است که مکان به‌طور مستقل از بدن‌ها وجود دارد و نه مانند نظر ابن‌سینا که مکان را به‌عنوان مرز داخلی یک جسم می‌داند. زمان هم برای فخرالدین نه صرفاً به‌عنوان اندازه حرکت بلکه به‌عنوان موجودی مستقل وجود دارد. او در نهایت از دیدگاه افلاطون در مورد زمان پیروی می‌کند و آن را «ماده‌ای مستقل» می‌داند که توسط خداوند آفریده شده است.
در مجموع، فخرالدین رازی در تحلیل‌های فیزیکی‌اش در تلاش است تا میان فلسفه یونانی و مفاهیم کلامی تعادل برقرار کند. او نه تنها از نظریه‌های علمی مانند ذره‌گرایی دفاع کرده، بلکه مفاهیمی چون خلاء، مکان و زمان را به‌طور مستقل از بدن‌ها و حرکت‌ها تعریف می‌کند، و بدین‌گونه به دنیای فیزیکی معنی جدیدی می‌بخشد که در آن این مفاهیم به‌طور مستقل از اجسام وجود دارند.

### متافیزیک

#### مقابسه دیدگاه فخر رازی و ابن سینا دربارهٔ خدا و جهان متافیزیک
همان‌طور که «جوهر» (ousia) را می‌توان مفهوم مرکزی متافیزیک ارسطویی دانست، «وجود» نیز هسته اصلی متافیزیک ابن‌سینا است. متافیزیک ابن‌سینا مطالعه رابطه بین انواع مختلف اشیاء و نحوه وجود آن‌ها است که در نهایت به شناسایی یک حالت خاص و ضروری از وجود می‌انجامد که تنها به یک موجود تعلق دارد، یعنی خدا. دو آموزه اصلی متافیزیک ابن‌سینا که بعد از او در دنیای اسلام به تفصیل مورد بحث قرار گرفته‌اند، عبارتند از: تمایز بین ماهیت و وجود، و اینکه خدا تنها وجود خالص است که از همه جهات ضروری است. ابن‌سینا از طریق استدلالی از «قابل تصوّر بودن» تمایز میان ماهیت و وجود را برقرار می‌کند. به این معنا که ما می‌توانیم یک سیب قرمز را تصوّر کنیم بدون آنکه بدانیم آیا وجود دارد یا نه، بنابراین وجود آن از ماهیت آن جداست. در این بحث، دو پاسخ عمده وجود دارد: تمایز ماهیت و وجود واقعی است یا تنها مفهومی است.
فخر رازی، که به نظر می‌رسد موضع واقعی‌گرایانه دارد، اعتقاد دارد که ماهیت و وجود بیرون از ذهن از هم جدا هستند. او در تفسیر خود از نظر ابن‌سینا دربارهٔ خدا، معتقد است که ماهیت خدا همان وجود اوست. این تنها راهی است که می‌تواند تضمین کند که خدا ضروری است. اگر هیچ‌گونه ترکیبی از ماهیت و وجود وجود داشت، ممکن بود یکی از آن‌ها از دیگری جدا شود و این نیاز به علتی دیگر برای ارتباط آن‌ها داشت. در نتیجه، تنها راه تضمین ضرورت وجود خدا این است که ماهیت و وجود خدا یکی باشند. اما فخر رازی با این نظر موافق نیست و بر «یگانگی وجود» تأکید می‌کند، به این معنی که همه چیزهایی که وجود دارند، به یک نحو از وجود بهره‌مندند.
فخر رازی چهار استدلال عمده برای اثبات وجود خدا ارائه می‌دهد: استدلال از وابستگی ماهیت‌ها به وجود، استدلال از پیدایش زمانی ماهیت‌ها، استدلال از وابستگی ویژگی‌ها به وجود، و استدلال از پیدایش زمانی ویژگی‌ها. استدلال اول مشابه استدلال ابن‌سینا برای اثبات وجود خدا است. فخر رازی همچنین به پذیرش کامل جبر می‌پردازد و بر این باور است که اعمال انسان‌ها از ترکیب انگیزه‌ها، باورها و ظرفیت‌هایشان تعیین می‌شود و ما هیچ کنترلی بر آن‌ها نداریم.
فخر رازی با رد نظریه‌های شناخت‌شناسی ابن‌سینا، معتقد است که شناخت یک حالت ارتباطی است، نه تصویری از آنچه که در ذهن قرار می‌گیرد. بر این اساس، خدا به تغییرات دنیوی آگاه است بدون اینکه خود تغییر کند، زیرا آگاهی خدا نسبت به وقایع تغییرات صرفاً ارتباطی است.
این بخش نشان‌دهنده تأثیر عمیق فخر رازی بر فلسفه اسلامی و ارتباط نزدیکی است که با نظریات فلسفی غربی مانند نظریات توماس آکویناس و دانس اسکوتوس دارد.

## نظریه روان‌شناسی فخرالدین رازی: وحدت نفس و قوا
فخرالدین رازی در پذیرش دیدگاه‌های روان‌شناسی ارسطویی که تأکید بر قوا یا توانایی‌های مختلف نفس دارد، با برخی از اندیشمندان معاصر خود نظیر ابن‌سینا تفاوت‌هایی داشت. ابن‌سینا معتقد بود که نفس انسانی دارای قوا و ظرفیت‌های مختلف است، از جمله حس، تخیل، عقل و عقلانیّت. در مقابل، فخرالدین همانند ابوالبرکات بغدادی، به این دیدگاه پایبند بود که نفس یک وحدت است و تمام قوا و توانایی‌های ادراکی تحت نظارت و اراده نفس واحد قرار دارند.
فخرالدین در آثار خود استدلال می‌کند که نفس قادر به انجام «احکام ترکیبی» است، مانند آنچه که در قضاوت‌هایی نظیر «زید انسان است» مشاهده می‌شود. این امر به این معناست که نفس واحد، هم جزئیات و هم کلیات را درک می‌کند. او استدلال می‌کند که هیچ تمایزی میان قوا و توانایی‌های مختلف نفس وجود ندارد و نفس واحد مسئول تمامی فعالیت‌های شناختی است.
همچنین، فخرالدین دیدگاه‌هایی مشابه ابن‌سینا در خصوص تجرد نفس و امکان داشتن نوعی «دیدگاه اول‌شخصی» از اعمال شناختی را بیان می‌کند، که باعث می‌شود نفس انسانی از سایر موجودات زنده متمایز شود. در این دیدگاه، او حتی در مورد تفاوت میان نفس انسانی و حیوانی شک می‌کند و معتقد است که برخی از حیوانات نیز ممکن است به نوعی از توانایی‌های شناختی مشابه انسان‌ها دست یابند.

## مرگ و وصیت
فخر رازی در روز دوشنبه، عید فطر سال ۶۰۶ قمری در هرات در گذشت. فخر در بستر مرگ وصیت نامه‌ای بر یکی از دوستان یا شاگردان خود املا کرد که حاوی اطلاعات وسیعی از افکار و حتی زندگی اوست؛ از آنجایی که در وصیت نامه می‌گوید که هیچ روشی را برتر از روش قرآن ندیده است، این عبارت مورد منازعه جدی قرار گرفته است و از سوی برخی نوعی توبه تلقی شده است. اما در واقع این تنها بازگویی عقاید قبلی وی است. او بسیار مورد علاقه و احترام دولت وقت بود و برخی می‌گویند به همین سبب فرقه کرامیه به خاطر حسادت به موقعیتش او را مسموم کردند. این روایت را تنها ابن قفطی در اخبار العلماء ذکر کرده است و نقل او این است که «گفته‌اند» و چیزی را نسبت نداده است اما می‌تواند صحیح

## آرامگاه
مرقدش در شمال غرب شهر هرات و در سمت غربی متوسط جاده خیابان هرات واقع بوده و زیارتگاه خاص و عام است. در طول جنگ‌های اخیر و هجوم روسها به افغانستان، مقبره فخر رازی ویران گردیده اما در این اواخر مختصر بازسازی شده است.

## خیابان
خیابانی مابین خیابان‌های انقلاب اسلامی و جمهوری اسلامی، روبروی درب اصلی دانشگاه تهران، به نام وی نامگذاری شده است. این خیابان پیش از این به نام خیابان بیست و چهار متری شناخته می‌شده‌است.

## میراث
او به‌عنوان یکی از متفکران بزرگ تاریخ اسلام، تأثیرات عمیقی بر نسل‌های بعدی گذاشت. روش تأمل و تشکیک او، که مبنای نقد آراء گذشتگان بود، تا قرن‌ها مورد توجه دانشمندان قرار گرفت و او را به یکی از برجسته‌ترین متفکران تاریخ اسلام تبدیل کرد.
در مجموع زندگی فخر رازی نمایانگر تلاش بی‌وقفه او برای گسترش مرزهای دانش و فلسفه است. شرایط خاص عصر او، همراه با شخصیت علمی و روحیه جستجوگرش، زمینه‌ساز خلق آثار ارزشمندی شد که همچنان در تاریخ اندیشه اسلامی جایگاهی ویژه دارد.

### شاگردان
- قطب مصری
- اثیرالدین ابهری
- زین الدین کشی
- شمس‌الدین خوئی
- عبدالحمید خسروشاهی
- شمس‌الدین خسروشاهی
- شهاب‌الدین نیشابوری

## از دید دیگران
- عباس زریاب خویی: از جملهٔ حکمای نادر مشرق زمین است که در مباحث فلسفی و کلامی سعی در استقلال رأی و آزادی از تقلید داشته است.[۲۴]
- سید جواد طباطبایی: از نوادر اندیشمندان ایرانی و فرهیختگان عالم اسلام تسنن بود. او همانند سَلَف خود، امام محمد غزالی، شخصیتی بغرنج و پیچیده داشت و در تمامی دانش‌های عقلی و نقلی تا امروز از سرآمدان و نمایندگان جامع آن دانش‌ها به‌شمار رفته است.
- قطب‌الدین شریف لاهیجی: الامام فخر الدین، ابوعبدالله محمد بن عمر بن الحسین الرازی، المعروف بابن الخطیب، در بحث و جدال و مباشرت قیل و قال مرتبی عظیم داشت و در عصر او کسی در بحث او مقاومت نمی‌کرد.

### معرفی تفسیر از نظر برخی صاحب‌نظران
- سید نورالله حسینی شوشتری: فخر الدین رازی، اساس تفسیر خودش را از تفسیر «روض الجنان و روح الجنان» اثر «ابوالفتوح رازی» گرفته و برای رفع توهم، بعضی از تشکیکات خود را بر آن اضافه کرده است.
- حلبی، قول شوشتری را رد می‌کند و معتقد است که چون فخر رازی، عقل‌گرا بوده، بسیاری اوقات با خواندن تفاسیر عقلی از جمله تفاسیر شیعی، متأثر گشته و برخلاف عقاید سخن گفته است.
- ذهبی: این تفسیر از نوع تفسیر به رأی جائز است.
- سید محمدحسین طباطبایی: از سویی این تفسیر را تفسیری کلامی می‌داند و از دیگر سوی تفسیر متکلمان را تطبیق نامیده و رد کرده است.

## آثار
فخر رازی، به شیوه خود، کلام و فلسفه عقل‌گرایانه‌ای را که مفاهیمی برگرفته از ارسطو و دیگر فیلسوفان یونانی داشت، با قرآن (کتاب مقدس اسلامی) آشتی می‌داد. او حدود صد کتاب نوشت، که نام مهم‌ترین آنها در فهرست زیر ذکر شده.
- تفسیر کبیر (مفاتیح الغیب) تفسیر جامع قرآن کریم که به تحلیل و تبیین آیات می‌پردازد.
- الأربعین فی أصول الدین کتابی در علم کلام که به مباحث اصول دین اختصاص دارد.
- أساس التقدیس اثری در دفاع از عقاید اشعری و رد دیدگاه‌های مخالف.
- المحصول فی علم أصول الفقه کتابی جامع در علم اصول فقه که به مباحث فقهی می‌پردازد.
- شرح الإشارات والتنبیهات تفسیری بر کتاب «الإشارات والتنبیهات» ابن سینا در زمینه فلسفه.
- المباحث المشرقیة اثری در فلسفه که به مباحث مختلف فلسفی می‌پردازد.
- المطالب العالیة فی علم الکلام کتابی در علم کلام که به مباحث اعتقادی و الهیاتی می‌پردازد.
- جامع العلوم (ستینی) دایرةالمعارفی که به ۶۰ علم مختلف پرداخته و اطلاعات جامعی ارائه می‌دهد.
- شرح قانون ابن سینا تفسیری بر کتاب «قانون» ابن سینا در علم پزشکی.
- سرّ المکتوم فی مخاطبة النجوم کتابی در علم نجوم و احکام مرتبط با ستارگان.
- الملخص فی الفلسفة خلاصه‌ای از مباحث فلسفی و دیدگاه‌های مختلف.
- تعجیز الفلاسفة اثری در نقد فلسفه و دیدگاه‌های فلاسفه.
- الرسالة الکمالیة رساله‌ای در موضوعات مختلف علمی و فلسفی.
- الشجرة المبارکة فی أنساب الطالبیة کتابی در علم انساب که به نسب سادات طالبیه می‌پردازد.[۲۵]
- اسرارالتنزیل و انوارالتاویل، فخر رازی می‌خواسته است این کتاب را در چهار مبحث: اصول، فروع، اخلاق و مناجات بنویسد؛ ولی بعد از پایان مبحث اول در گذشت.
- الانارات فی شرح الاشارات (در انتقاد از بوعلی سینا)
- البیان و البرهان
- اسرارالتنزیل و انوارالتاویل، فخر رازی می‌خواسته است این کتاب را در چهار مبحث: اصول، فروع، اخلاق و مناجات بنویسد؛ ولی بعد از پایان مبحث اول در گذشت.
- تحصیل الحق، رساله‌ای در مورد کلام
- تهذیب الدلایل و عیون المسائل
- زبده العالم فی الکلام
- شرح نهج البلاغه[۲۶]
- حفظ البدن
- مجموعه «شش رساله»